# Gonomyia (Leiponeura) sacandaga
Gonomyia (Leiponeura) sacandaga is een tweevleugelige uit de familie steltmuggen (Limoniidae). De soort komt voor in het Nearctisch gebied.